# Обернберг-ам-Бреннер
Обернберг-ам-Бреннер (нім. Obernberg am Brenner) —  громада округу Інсбрук-Ланд у землі Тіроль, Австрія.
Обернберг-ам-Бреннер лежить на висоті  1380 м над рівнем моря і займає площу  38,66 км². Громада налічує 361 мешканців. 
Густота населення 9/км².  
|                                               |
| Обернберг-ам-Бреннер на мапі округу та землі. |

 Адреса управління громади: Innertal 39a, 6157 Obernberg am Brenner. 

## Демографія
Історична динаміка населення міста за даними сайту Statistik Austria

## Галерея

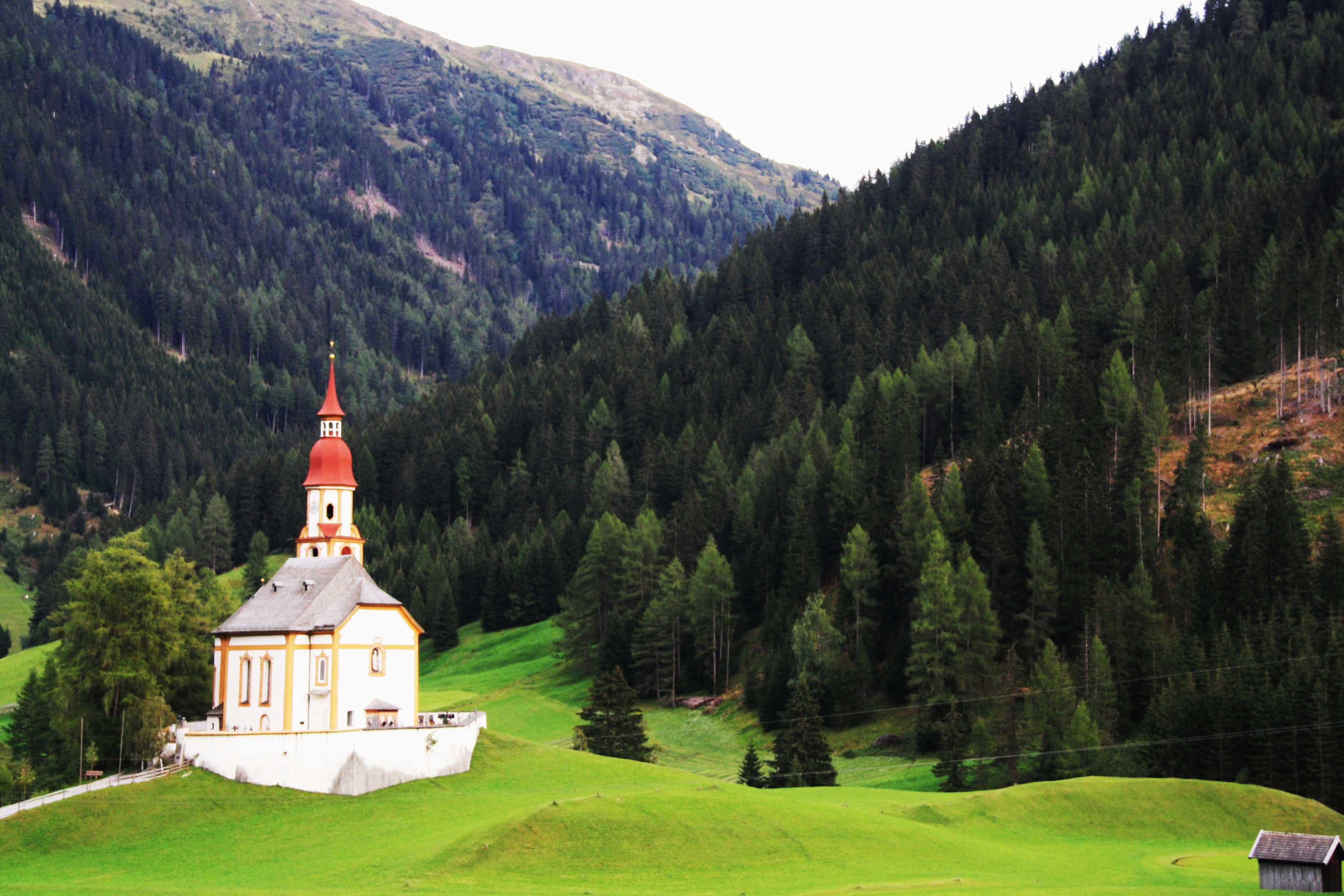
Die spätbarocke Церква…
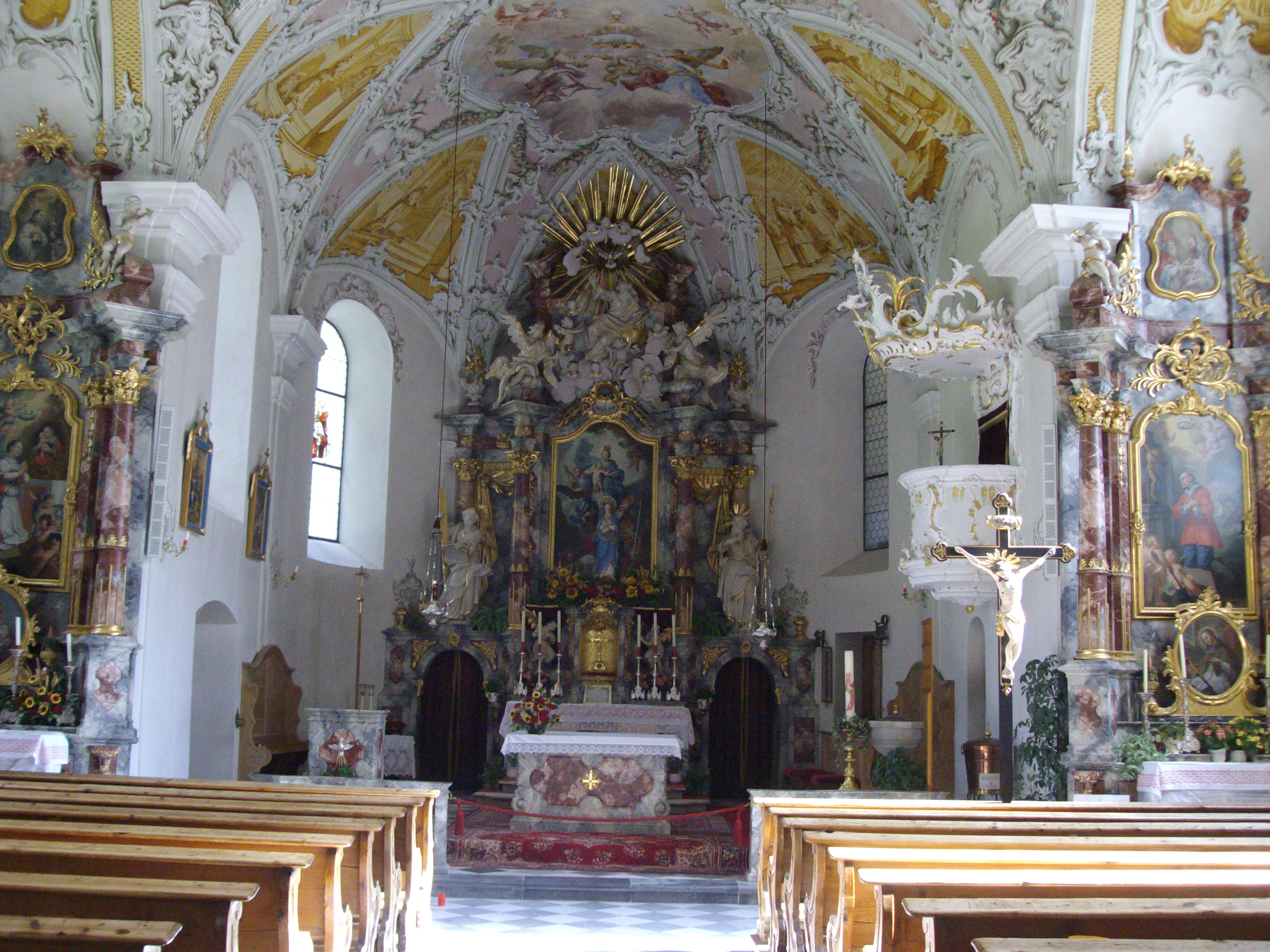
… Hl. Nikolaus aus dem Jahr 1760 stellt ein…
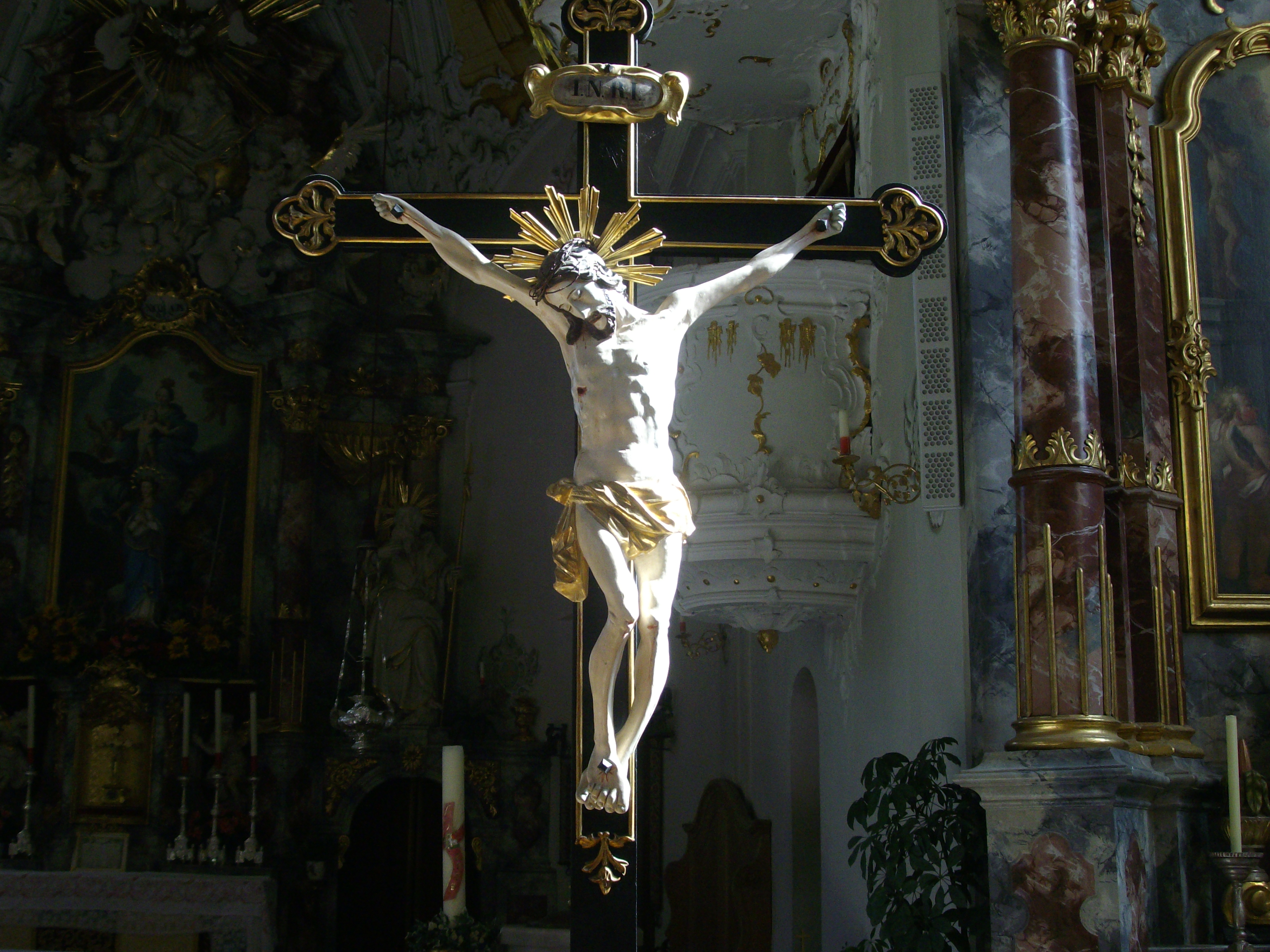
…architektonisches Kleinod in der…
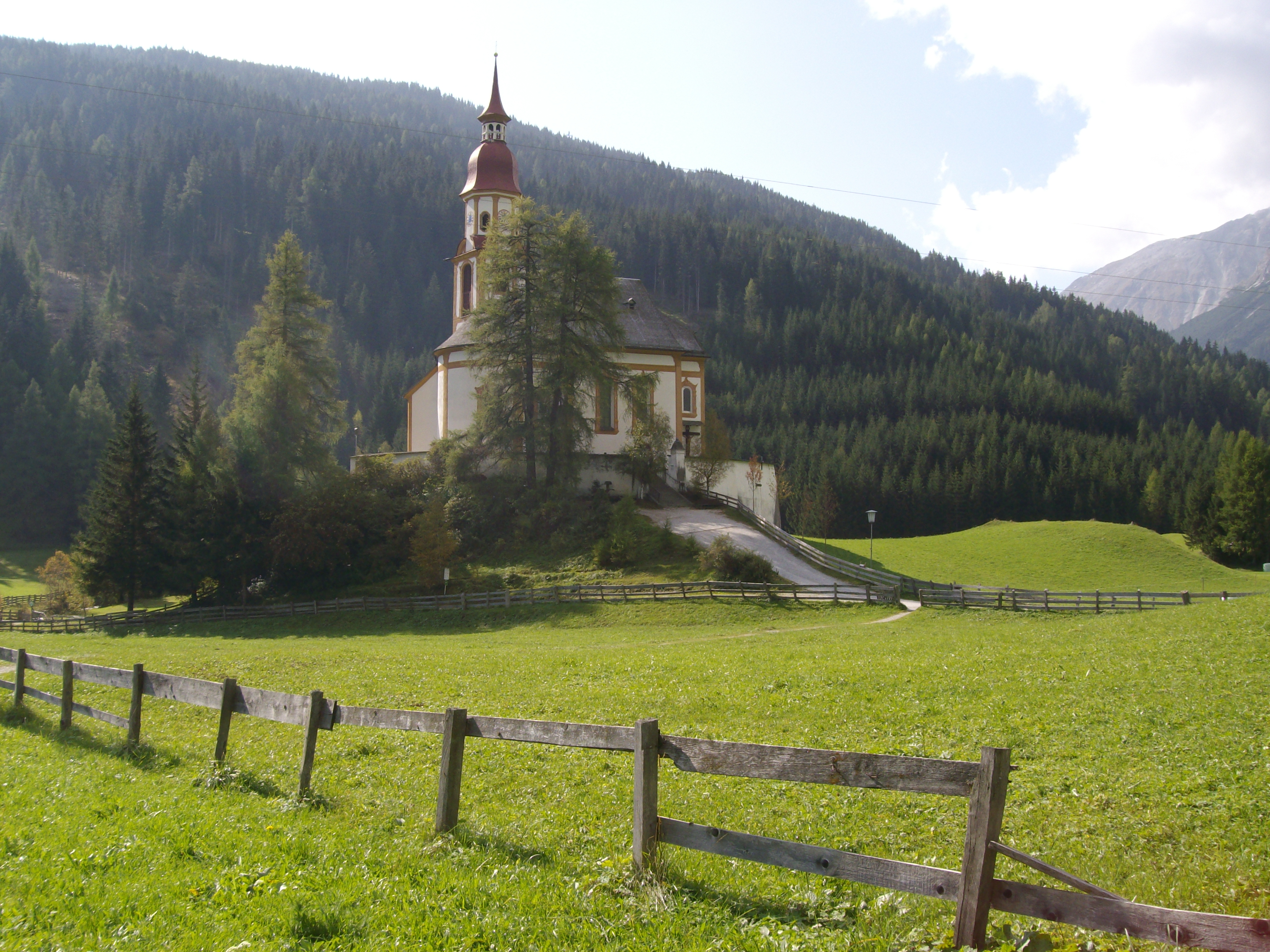
…Gemeinde Obernberg am Brenner dar.

## Виноски
1. ↑  Dauersiedlungsraum der Gemeinden Politischen Bezirke und Bundesländer - Gebietsstand 1.1.2018 — Статистичне управління Австрії.
2. ↑  https://www.statistik.at/blickgem/blick1/g70336.pdf
3. ↑   www.obernberg.tirol.gv.at
4. ↑  Gemeindedaten von Obernberg am Brenner

| Австрія | Це незавершена стаття з географії Австрії. Ви можете допомогти проєкту, виправивши або дописавши її. |